# ابراهیم متینیان
ابراهیم متینیان سیاستمدارِ اصولگرای ایرانی است. وی توانست در یازدهمین انتخابات مجلس شورای اسلامی با کسب ۲۴ هزار و ۵۱۳ رای، از حوزه انتخابیه رامهرمز و رامشیر از استان خوزستان انتخاب گردد. وی پیش از بازنشستگی فرماندهی سپاه پاسداران شهرستان رامهرمز را برعهده داشت.متینیان از رزمندگان جنگ ایران و عراق بود و در خطوط مقدم خوزستان و کردستان حضور داشت وی در این جنگ از ناحیه پا و کمر زخمی شد.